# Алма (Илиноис)
Алма (енгл. Alma) град је у америчкој савезној држави Илиноис.

## Демографија
По попису из 2010. године број становника је 320, што је 66 (-17,1%) становника мање него 2000. године.
| Група             | 2000.       | 2010.       |
| Белци             | 383 (99,2%) | 318 (99,4%) |
| Афроамериканци    | 1 (0,3%)    | 1 (0,3%)    |
| Азијати           | 0 (0,0%)    | 0 (0,0%)    |
| Хиспаноамериканци | 0 (0,0%)    | 0 (0,0%)    |
| Укупно            | 386         | 320         |